# Fjällsjön (Hotagens socken, Jämtland)
Fjällsjön är en sjö i Krokoms kommun i Jämtland och ingår i Ångermanälvens huvudavrinningsområde. Sjön har en area på 0,309 kvadratkilometer och ligger 767,1 meter över havet. Fjällsjön ligger i Gråberget-Hotagsfjällen Natura 2000-område.

## Delavrinningsområde
Fjällsjön ingår i det delavrinningsområde (712399-144515) som SMHI kallar för Utloppet av Fjällsjön. Medelhöjden är 791 meter över havet och ytan är 2,01 kvadratkilometer. Det finns inga avrinningsområden uppströms utan avrinningsområdet är högsta punkten. Vattendraget som avvattnar avrinningsområdet har biflödesordning 4, vilket innebär att vattnet flödar genom totalt 4 vattendrag innan det når havet efter 294 kilometer. Avrinningsområdet består mestadels av skog (46 procent) och kalfjäll (39 procent). Avrinningsområdet har 0,31 kvadratkilometer vattenytor vilket ger det en sjöprocent på 15,4 procent.